# Joseph Kony
Joseph Kony (wym. [koɲ]; ur. ok. 1962 w Odek) – ugandyjski zbrodniarz wojenny, przywódca Lord's Resistance Army (LRA), partyzanckiej grupy zaangażowanej w brutalną kampanię o ustanowienie teokratycznego rządu w Ugandzie, opartego na Dekalogu oraz tradycji ludu Aczoli. Szacunkowo LRA uprowadziło od początku konfliktu w 1987 roku 25–30 tysięcy dzieci.

## Życiorys
Podczas badań nad Lord's Resistance Army, Jimmie Briggs próbował zweryfikować kilka wersji życiorysu Josepha Kony'ego. Według najbardziej prawdopodobniej Norah Anek Oting urodziła Kony'ego w miejscowości Odek, na wschód od miasta Gulu w północnej Ugandzie w połowie lat sześćdziesiątych. Był synem rolników. Nie jest pewne, jak liczne miał rodzeństwo. Utrzymywał z nimi na ogół dobre stosunki, choć w konfliktowych sytuacjach stawał się agresywny.
Jako nastolatek asystował swojemu starszemu bratu, Benon Okello w pracy miejscowego szamana. Gdy jego brat zmarł, zastąpił go na tym stanowisku. W szkole miał problemy z nauką. Jego ojciec był katechetą Kościoła katolickiego, natomiast jego matka była anglikanką; sam Kony służył jako ministrant przez kilka lat. Przestał uczęszczać do kościoła w wieku 15 lat.
O Konym po raz pierwszy stało się głośno w styczniu 1987 roku. Jego grupa premillenarystyczna była jedną z wielu, które ruszyły w ślad za popularnym Ruchem Ducha Świętego Alice Aumy. Jednak sam konflikt w północnej Ugandzie rozpoczął się od obalenia prezydenta Tito Okello z plemienia Acholi, w czasie wojny domowej. Dojście do władzy Narodowej Armii Oporu (NRA) wraz z nowym prezydentem Yoweri Museveni, pochodzącym z południowego plemienia Nkole należącego do rodziny ludów Bantu wywołało zaniepokojenie Acholi, którzy korzystając z uprzywilejowanej pozycji podczas rządów Okello dokonywali licznych pogromów na południu. Część wojskowych i dygnitarzy, którzy uciekali z kraju w obawie przed nowymi władzami, zasiliła szeregi opozycji.
Pierwotnie grupa Kony'ego nosiła nazwę „United Holy Salvation Army” (UHSA) i nie była postrzegana przez NRA jako zagrożenie. W 1988 roku, UHSA rozpoczęła rekrutować pozostałych członków Armii Ludowo-Demokratycznej Ugandy (UPDA) oraz przymusowo wcielać dzieci do armii, przekształcając się w znaczącą armię rebeliancką. Podczas porwania często zabijano rodzinę i sąsiadów dzieci. Były dowódca wojsk UPDA, Odong Latek przekonał Kony'ego do porzucenia ataków przez oddziały w formacji krzyża na rzecz standardowej taktyki wojskowej. Zmiana taktyki przyniosła UHSA kilka małych, ale znaczących zwycięstw nad NRA. Po kilku klęskach NRA rozpoczęła kampanie pod nazwą „Operacja Północ” – obejmującą działania polityczne i wojskowe wymierzone przeciwko UHSA.
Do 1992 roku, Kony zmienił nazwę grupy na „Uganda Peoples' Democratic Christian Army” (UPDCA), porywając w tym samym czasie 44 dziewczęta ze szkoły misyjnej.
Operacja Północ była druzgocąca dla powstającej Bożej Armii Oporu, liczność grupy drastycznie się zmniejszyła. Mimo osłabienia nadal prowadzono odwetowe ataki na cywilów i współpracowników NRA.
Rozmowy pokojowe w 1993 roku ujawniły szerzej wierzenia Josepha Kony jak i jego zwolenników.
Betty Bigombe pamięta, że gdy po raz pierwszy spotkała Kony'ego, jego ludzie używali wody święconej do ochrony przed kulami i złymi duchami. Ponadto w piśmie dotyczącym przyszłych rozmów, Kony oświadczył, że musi skonsultować się z Duchem Świętym.
Podczas rozmów delegacja rebeliantów nalegała na udział dostojników religijnych, rozpoczynając negocjacje od modlitwy prowadzonej przez głównego „kapłana” LRA – Jenaro Bongomiego. W trakcie dalszych negocjacji w 1994 roku, Kony ukazywał się poprzedzony mężczyznami ubranymi w święte szaty spryskiwane wodą.
Między 1996 a 2001 rokiem doszło do wielu międzynarodowych prób zakończenia konfliktu oraz ukrócenia uprowadzania dzieci przez Kony'ego i jego Armię. Mimo starań nie udało się zakończyć procederu porwań, gwałtów oraz ataków na obozy dla uchodźców. Po zamachach na World Trade Center, Stany Zjednoczone uznały Lord's Resistance Army jak i jej lidera Josepha Kony za terrorystów.
Wśród zwolenników Joseph Kony jest uważany za opętanego przez duchy; przedstawia się go jako Mesjasza lub diabła. Rzekomo wspiął się na najwyższe ze wzgórz i leżał tam w pełnym słońcu przez wiele dni. Porady jakie daje dziecięcym żołnierzom są jeszcze bardziej absurdalne – krzyż na ich klatce piersiowej zrobiony ze specjalnego oleju (wody święconej) ma chronić przed kulami. Ponadto mają nosić przy sobie kamienie, dzięki którym w chwili zagrożenia ma wyrosnąć przed nimi góra, która ochroni ich przed kulami wroga.
Joseph Kony podkreśla, że on i Lord's Resistance Army walczą w imię Dziesięciu Przykazań.

## Oskarżenie
6 października 2005 roku, Międzynarodowy Trybunał Karny (MTK) wydał nakaz aresztowania pięciu liderów LRA, oskarżając ich o zbrodnie przeciwko ludzkości. Następnego dnia ugandyjski minister obrony, Amama Mbabazi ujawnił, że nakaz aresztowania obejmuje Josepha Kony'ego, jego zastępcę Vincenta Otti oraz dowódców Raska Lukwiya, Okot Odiambo oraz Dominic Ongwen. Według wojska Ugandy, Lukwiya został zabity 12 sierpnia 2006 roku.
13 października 2005, naczelny prokurator MTK Luis Moreno Ocampo upublicznił szczegóły dotyczące oskarżenia Kony'ego. Obejmuje ono 33 zarzuty, 12 z nich to zbrodnie przeciwko ludzkości – zabójstwa, zniewolenia, niewolnictwo seksualne oraz gwałty. 21 innych zalicza się do zbrodni wojennych – morderstwa oraz okrutne traktowanie ludności cywilnej, grabież, porywanie dzieci, a następnie wcielanie ich siłą do armii. Według Ocampo, Kony porywał dziewczęta jako nagrody dla swoich dowódców.
31 lipca 2006 roku Kony spotkał się z kilkoma politycznymi i religijnymi przywódcami z północnej Ugandy, w swojej kryjówce mieszczącej się w kongijskich lasach. Następnego dnia, 1 sierpnia, przekroczył granice Sudanu, gdzie spotkał się z wiceprezydentem Sudanu Południowego, Riekiem Macharem. Podczas rozmów z dziennikarzami, zadeklarował, że nie stawi się przed MTK, bo nie zrobił nic złego.
12 listopada 2006 roku spotkał się z Janem Egelandem, podsekretarzem generalnym do spraw humanitarnych Organizacji Narodów Zjednoczonych. W wypowiedzi dla Reutersa, Kony powiedział: „My nie mamy żadnych dzieci. Mamy tylko bojowników.”
28 sierpnia 2008 roku Departament Skarbu Stanów Zjednoczonych umieścił Kony'ego na swojej liście terrorystów. Nie wiadomo, czy jakieś aktywa Kony'ego zostały zamrożone.
24 grudnia 2008 roku siły pokojowe ONZ oskarżyły Lord's Resistance Army o masakrę 189 dorosłych i 20 dzieci w kościele w Faradje, Kongo. Połączone wojska Ugandy, Sudanu oraz Konga rozpoczęły naloty przeciwko LRA w grudniu 2008 roku.

## Kony 2012

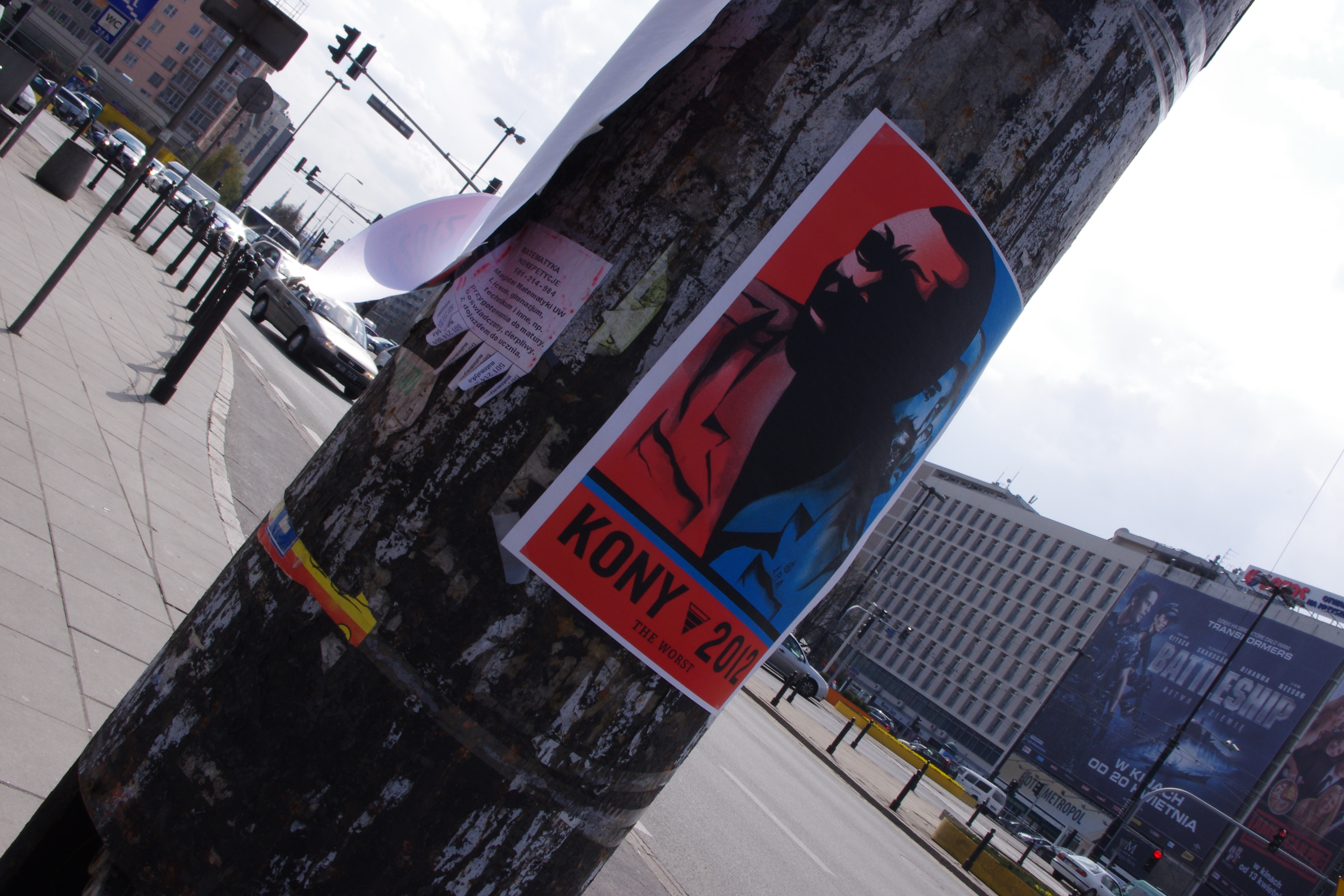
Plakat akcji Kony 2012 na Rondzie Romana Dmowskiego w Warszawie przy budynku Rotundy PKO (21 kwietnia 2012)

Na początku marca 2012 organizacja Invisible Children Inc rozpoczęła kampanię pod tytułem Kony 2012. Kampania ma na celu nagłośnienie zbrodni Kony'ego i zachęcenie amerykańskich polityków do zaangażowania się w jego aresztowanie.